# Clytoctantes atrogularis
Clytoctantes atrogularis là một loài chim trong họ Thamnophilidae.